# Кике Сетијен
Енрике Сетијен Солар (шп. Enrique Setién Solar; Сантандер, 27. септембар 1958) шпански је фудбалски тренер и бивши фудбалер. Играо је на позицији средњег везног.

## Биографија
Надимак му је Кике, а док је активно играо прозван је Ел маестро. Сетијен је најпознатији по својим партијама у Расинг Сантандеру, где је отпочео и завршио своју 19-годишњу клупску каријеру. За селекцију Шпаније је одиграо укупно три утакмице. 
Тренерску каријеру је започео 2001. године. Водио је само шпанске тимове, с изузетком кад је био селектор Екваторијалне Гвинеје.

## Статистика тренерске каријере
| Тим                   | Од                | До                 | Статистика | Статистика | Статистика | Статистика | Статистика | Реф.   |
| Тим                   | Од                | До                 | М          | П          | Н          | И          | П %        | Реф.   |
| --------------------- | ----------------- | ------------------ | ---------- | ---------- | ---------- | ---------- | ---------- | ------ |
| Расинг Сантандер      | 4. октобар 2001.  | 19. јун 2002.      | 36         | 18         | 10         | 8          | 050,00     | [ 5 ]  |
| Полидепортиво Ејидо   | 1. јул 2003.      | 17. новембар 2003. | 13         | 2          | 4          | 7          | 015,38     | [ 6 ]  |
| Екваторијална Гвинеја | 1. октобар 2006.  | 31. децембар 2006. | 1          | 0          | 0          | 1          | 000,00     | [ 7 ]  |
| Логроњес              | 30. мај 2007.     | 15. јануар 2008.   | 20         | 5          | 6          | 9          | 025,00     | [ 8 ]  |
| Депортиво Луго        | 10. јун 2009.     | 8. јун. 2015       | 258        | 97         | 83         | 78         | 037,60     | [ 9 ]  |
| Лас Палмас            | 19. октобар 2015. | 26. мај 2017.      | 78         | 26         | 18         | 34         | 033,33     | [ 10 ] |
| Реал Бетис            | 26. мај 2017.     | 19. мај 2019.      | 94         | 39         | 22         | 33         | 041,49     | [ 11 ] |
| Барселона             | 13. јануар 2020.  | 15. август 2020.   | 25         | 16         | 4          | 5          | 064,00     | [ 12 ] |
| Виљареал              | 25. октобар 2022. | 5. септембар 2023. | 39         | 18         | 6          | 15         | 046,15     | [ 13 ] |
| Укупно                | Укупно            | Укупно             | 564        | 221        | 153        | 190        | 039,18     | —      |

## Успеси

### Као играч
Атлетико Мадрид
- Суперкуп Шпаније (1): 1985.[14]